# المجالس السبعة
يتناول كتاب مجالس «جلال الدين الرومي» السبعة، التي تمثل آفاقاً جديدة ورائعة في الرمزية الإسلامية، بما فيها من الأدب المؤدب الذي يُعين النفوس المهتدية بنور ربها، والعارفة بأن كل شؤون الإنسان يجب أن يقصد بها وجه الله.
ويمثل الكتاب أثرًا نثريًّا للمؤلف يتضمن سبعة مجالس وعظ، فيها أبيات من الديوان الكبير (كليات ديوان شمس تبريزي) ورباعيات «الرومي»، ومطالب من مثنوي «ولد نامة» لـ«سلطان ولد».
يبدأ كل مجلس بخطبة عربية بعبارات مسجعة تقريبًا، يورد فيها -للاستدلال- آيات قرآنية في الحكمة والقدرة والعظة الإلهية، مع توجيه التحية للخلفاء الراشدين، والمهاجرين والأنصار؛ ويضيف في المجلس السابع لذلك تحية الحسنين. وتأتي بعد الخطبة مناجاة هي نوع من الدعاء والاستغاثة بجمل فارسية مسجعة، ويبدأ ذكر الكلام الأصلي بنص حديث شريف، ثم يعرض في شرح ذلك الحديث الأول آياتٍ وأحاديث وقصصًا يتكرر فيها عرض كثير من جزئياتها وتفاصيلها إيضاحا للفكرة المقصودة، في إطار رمزي لأشخاص وأحداث وأشياء، تتناول فكرة عرفانية صوفية رمزية إسلامية عالية التقانات قوية الوشائج بثقافة الشعوب الإسلامية.
وهو بذلك يقدم ضربًا عميقاً من التربية الروحية، في قالب من المناقشة، يمزج بين القلب والعقل، ويعطي خلاصة الإسلام في أبعاده الصوفية بلغة مفهومة.

## بعض المُناجاة المُقتبسة من الكتاب

### مُناجاة 1
أيُّها الملِكُ والمليكُ، أطفئْ نيرانَ حِرْصِنا بماء رحمتِك،
واسْقِ أرواحَ المشتاقينَ شرابَ وحْدتِك؛
ونوِّرْ وأضِئْ ضمائرَ قلوبنا بأنوار معرفتِك وأسرارِ وحْدتِكَ؛
وشَرِّفْ وكرِّمْ أشْراكَ أمَلِنا التي نَصَبْناها في صحراء سَعةِ رحمتِك
بأطيارِ السَّعادة وصُيود الكرامة.
واسمعْ آهاتِ سَحَرِ المتحرِّقين في الطريق إليك سَمْعَ قَبولٍ وتحنُّن.
وعطِّرْ دخانَ قلوبِ الوالهين الذي يتصاعد كلَّ لحظةٍ
من حُرَقِ فراقِ ذلك المجْمَع للأرواح
فوق حمّام الفَلَك بعِطر الوِصال.
وهَبْ لقالنا وقيلنا ولسؤالنا وجوابنا ا
لتي تقرع الطبولَ كالحرّاس فوقَ سطح سلطنة العشق،
نصيبًا دائمًا من إجراء ((يوفِّيهم أجورهم بغير حِسَاب)).
واجعَلْ قالَنا خلاصةً لحالنا؛ وأمِرَّ حالنا من شرفات قالنا؛
واحفظنا من عداوة الدَّارين كلتيهما؛ وأبعِدْ عنّا ما يريده الأعداءُ لنا.
وما يريده الأحبّاءُ لنا ويظنُّونه فينا اجعلْنا أسمى منه وأحسنَ.
يا مَنْ خزانةُ لطفِك بلا نهاية، ويا مَنْ بحرُك الواسعُ المعطاءُ بلا ساحل.

### مناجاة رقم 2
وفي الابتداء نذكِّر بخَبَرٍ من أخبار المصطفى، صلَّى الله عليه وسلَّم،
ذلك البشيرُ النذيرُ، وذلك النذيرُ الذي ليس له نظير.
سيِّدُ المرسلين،
مصباح السماوات والأرضين. لقد جاء في أصحِّ الأنباء عن أفصح الأنبياء،
عليه أفضلُ الصَّلوات وأعلاها وأكمل التحيّات وأسناها، أنَّه قال:
((كسادُ أُمَّتي عند فَساد أُمَّتي،
إلاّ مَنْ تمسَّك بسُنَّتي عندَ فساد أُمَّتي فلَهُ أجْرُ مئةِ ألْفِ شهيد)).
صدق رسولُ الله.
رسولُ الكونَيْن، إمامُ الثَّقَلَيْن،
خاصُّ خاصِّ ((لَعَمْرُكَ))،
مُشَرَّفُ تشريفِ ((لولاك))،
فصيحُ ((أنا أفصَحُ العرب والعجم)).
مقدَّمُ ((آدَمُ ومَنْ دونَه تحتَ لوائي يوم القيامة ولا فخر، الفقرُ فخري))
هكذا يقول: إنَّ كساد أُمَّتي إنما يكون إبّانَ فساد أمَّتي.
يعني أنَّه: ليس ثمَّة نبيٌّ بعدي تفضُلُ أمَّتُه أمَّتي.
كما فضَلَتْ أمَّتي أمَّةَ عيسى وموسى؛ وليس ثمَّة دينٌ ينسخُ ديني ويُبطله،
مثلما نسَخ ديني الأديانَ المتقدِّمة. قالوا: يا رسولَ الله، وبأيّ شيء تكسدُ أمَّتُك؟ .
فقال: عندما تبدأ أمَّتي بالفساد،
فإنَّ هذا الشَّرَفَ الذي نالَتْه وهذه الخِلْعةَ من أطلس التقوى
الذي ارتدته الذي يتلألأ في الكونَيْن: ، وَلِباسُ التَّقْوَى ذَلِكَ خَيْرٌ، [الأعراف: 7/26]،
عندما يصّاعَدُ دخانُ المعصية،
تُبدَّلُ تلك الخِلْعةُ من أطلس السماء،
وذلك التَّشريفُ الدِّيباجيُّ المحمَّديّ، ويتلوَّثان بالدُّخان، ويكسدان.
فقالوا: يا رسولَ الله، عندما تتلوَّث بالدُّخان
وتكسد وبسبب دخان المعصية تغدو عديمةَ القيمة والقَدْر.
فإنَّ مشتري {إِنَّ اللَّهَ اشْتَرَى مِنَ الْمُؤْمِنِينَ أَنْفُسَهُمْ} [التوبة: 9/111] لا يشتري،
ولا يعطي أيّ ثمنٍ لبضاعة أعمالهم التي غدَتْ كاسدةً.
ولا يقدِّم أجْرَ {لِيُوَفِّيَهُمْ أُجُورَهُمْ} [فاطر: 35/30]،
يبقون بلا قيمة وكاسدين، فيتضرَّعون. شعر:
مَثَلُ بائعِ الثَّلج في نيسابور، إنَّ مثَلَكَ في دار الغرور
وليس ثمّةَ شارٍ، وهو رجلٌ درويش، في حرِّ تمّوز وضَعَ أمامه قطعة الثلج
بقَلْبٍ متألِّمٍ وحَسْرة، وقد ذابت قطعةُ الثَّلْج من الحرِّ،
والرَّجلُ لم يبق إلاّ القليل، ولم يشتر أحد.
كان يقول والدَّمع قَد انحدر من عينيه:
قالوا: إذا كسد ثَلْجُ وجودِنا هذا،
وذابَ بتأثير حرارة شمس المعصية،
فما حيلتُنا، نحن بائعي الثَّلج، حتى يكتسب متاعُنا من جديد قيمةً،
وتمتلئ حصّالاتُ أملِنا؟ -
فأجاب: ((إلاّ مَنْ تمسَّك بسُنَّتي عندَ فسادِ أُمَّتي)).
أجاب [شعر]:
كلُّ من غدا محتارًا في أمره خيرٌ له أن يعصب رأسه
جرت سنَّتي على أنَّ أحبّائي حين يسلكون طريق الخطأ،
ويضعون أقدامَهم في أرض المعصية المليئة بالأشواك،
يجدون أثر وَخْز الشَّوك،
وباللّجاج أيضًا لا يجرون في تلك الأرض الشاكة؛ ذلك أنَّ ((اللجاجَ شؤم)).
فإلى متى تدخلُ الأرضَ الشّاكَةَ،
أيُّها الحافي القدمين؟
قَدْ فتَحْنا أبوابَ حديقةِ الوَرْد من أجْلِكَ،

### مناجاة رقم 3
يطحنه دورانُ رحى الأفلاك السَّبعة كلُّ مَنْ يكثِرُ الجدالَ واللِّجاجَ في الأمورِ،
وإذا ما أحسّوا بأثر وَخْز الشوك،
يعرفون أنَّهم سلكوا طريقًا خاطئًا ووقعوا في أرْضٍ شاكةٍ
فينظرون أمامهم وخلفهم فيرون علامات الطَّريق؛
ذلك أنَّني في هذا الطريق الموحش الذي لا علامة فيه نصبتُ علامات وإشارات،
وفي هذه الصحراء المترامية الأطراف ثبَّتُّ عيدانًا وجمعتُ حجارةً ل
كي يلتمس المسافرون تلك العلاماتِ ولا يتيهوا في هذه الصحراء،
ويفتِّشوا في الطريق عن آثار قدميّ التي اسمُها السُّنَّةُ.
ومثلما يلتمس الصيّادون آثار أقدام الطَّرائد في الثلج ويجرون وراءها،
يبحثون في ثلج الضَّلالة والغواية
عن آثار أقدام هدايتي ونهايتي وبدايتي. فيمشون؛
ذلك أنهم عندما يمشون على آثار قدميّ،
ويعطفون العِنان عن أرض شوك المعصية
ليحلّوا في رياض ورْد القبول ويكونوا مع المعشوقين والشهداء
الذين هم مُعاشِرو عِشْرة الأبد وملوك مملكة السَّرْمد،
يغدون مساوين لهم وجُلساء وندامى
{فَأُولَئِكَ مَعَ الَّذِينَ أَنْعَمَ اللَّهُ عَلَيْهِمْ مِنَ النَّبِيِّينَ وَالصِّدِّيقِينَ وَالشُّهَداءِ وَالصّالِحِينَ}
[النساء: 4/69]،
وأيّ منزلةٍ هذه؟ - بل يَفْضلون الشهداءَ الفاضلين: ((فلَهُ أجْرُ مئةِ ألْفِ شهيد)).
يا رسولَ الله، لِمَ يفضُلُون،
عندما يكونون عاملين وهؤلاء عاملين، وميزانُ العَدْل منصوب؟
وأيُّ ميزان عدْلٍ هذا؟ - إنه ميزانُ: {وَأَنْ لَيْسَ لِلإِنْسانِ إِلاّ ما سَعَى} [النجم: 53/39]،
ميزانُ ((إنَّما أجرُكَ على قَدْرِ تعَبِكَ ونَصَبِكِ))، ميزان {فَأَمّا مَنْ ثَقُلَتْ مَوازِينُهُ} [القارعة: 101/6].
أنتَ الذي عندك ذرّةٌ من عَقْلٍ
تجعلُ أَجْر العاملينَ عندك على قَدْر العمل؛
[فتقول] إنّ فلانًا العامل قد عمل في الحقل عشرة أيّام،
وفلانًا خمسة أيّام، وفلانًا يومًا واحدًا؛
ثم تُعطي لكلِّ واحدٍ منهم أجْرًا على قدر عمَله،
ولا تخطئ في ذلك. عالِمُ {إِنِّي أَعْلَمُ ما لا تَعْلَمُونَ} [البقرة: 2/30]،
خبيرُ {وَما يَعْزُبُ عَنْ رَبِّكَ مِنْ مِثْقالِ ذَرَّةٍ فِي الأَرْضِ وَلا فِي السَّماءِ} [يونس: 10/61]،
هو العالِمُ الإلهيّ الذي يعْلَمُ أنَّ نَمْلَةً سوداء كانت تقعُ على حجَرَةٍ سوداء بتلك القَدَمِ الصغيرة،
في ليلةٍ مظلمةٍ، فتنهض، ثم تمضي في سبيلها؛
ذلك البصير المطلق، تعالى وتقدَّس،
كان يرى تلك النملةَ في تلك الليلة الظلماء في الطريق،
تمشي مسرعةً أو بطيئةً أو بين ذلك، نحو البيتِ، أو نحو الحبَّة -
ذلك العالِمُ الإلهيّ هو الذي يعلم مقدار عناء عباده وسَعْيهم،
وعدد دموع أعين العُصاة الممتلئين حسراتٍ وآهات،
وعدد قطرات دماء أكباد العارفين في المقام الأعلى،
وعدد أنفاس المسبِّحين تسبيحَ السَّحَر، وعدد أقدام سالكي مالكي مملكة المجاهدة،
الذين يرقصون ليلَ نهار في المقام الأعلى وصدر مجلس {مَقْعَدِ صِدْقٍ} [القمر: 54/55]،
وينشدون:
ننظر بازدراء إلى التاج الخسروانيّ نحنُ السَّارونَ الذين نسافِرُ في لَيْلِ الخلوةِ،
يمضون بالأرواح لا رُكبانًا ولا رجالًا،
والهين متعلِّقين، من ذلك العالَم الإلهي يمكن أن لا يكون قد حَسَبَ
وكتبَ عددَ أرواح النِّثار التامّ العيار لأولئك العبيد في نسخة علمه القديم،
واحدًا واحدًا، ذرّةً ذرّةً، شَعرةً شعرةً
[وهو القائل]: {وَنَكْتُبُ ما قَدَّمُوا وَآثارَهُمْ} [يس: 36/12]؟
وعندما يكون قد أحصى ودوَّن أقدامَ الأوّلين والآخِرين وأنفاسهم ونَدَمَهم،
ذلك العادلُ الإلهيّ، الذي ضَرْبُ نَبْلِ عَدْلِه على هدف الإصابة،
يشقُّ الشعرةَ إلى نصفين، كيف يليق بعَدْل مثل هذا العادل،
وبإنصاف مثل هذا المنصف أن يعطي هذا العامل مئةً ومئة ألفٍ،
ثمَّ يعطي ذلك العاملَ الذي عمل العملَ نفسه واحدًا!!